# Lista monumentelor ocrotite de stat din raionul Dubăsari
Lista monumentelor din raionul Dubăsari cuprinde monumentele patrimoniului cultural de pe teritoriul raionului Dubăsari (de dinaintea reformei administrative din 1998) înscrise în Registrul monumentelor Republicii Moldova ocrotite de stat.
Registrul monumentelor Republicii Moldova ocrotite de stat a fost aprobat prin Hotărârea Parlamentului nr. 1531-XII împreună cu Legea nr. 1530-XII privind ocrotirea monumentelor RM din 22 iunie 1993. În Monitorul Oficial nr. 1 din 1994 a fost publicată doar Legea, fără a include însă și Registrul, care a fost publicat mult mai târziu, la 2 februarie 2010. A nu se confunda cu Registrul arheologic național sau cel al monumentelor de for public, care sunt liste diferite ce vizează doar anumite compartimente ale patrimoniului cultural, întocmite în baza unor legi separate.
Autoproclamata „Republica Moldovenească Nistreană” a elaborat propriul său registru de monumente (cu completări în 2019), dar lista curentă nu ține cont de acesta, ci este bazată exclusiv pe Registrul monumentelor Republicii Moldova ocrotite de stat.
Lista completă este menținută și actualizată periodic de către Ministerul Culturii din Republica Moldova, dar înainte ca modificările să intre în vigoare acestea trebuie să fie aprobate de către Parlament. Această listă este menită să cuprindă și actualizările ulterioare.
| Nr. | Localizare                                                                   | Denumire | Datare                       | Tip   | Însemnătate | Imagine                 | Erori             |
| --- | ---------------------------------------------------------------------------- | --- | ---------------------------- | ----- | ----------- | ----------------------- | ----------------- |
| 369 | Dubăsari str. Școlii                                                         | Casa în care a locuit scriitorul Nichita A. Marcov                                                                                                  |                              | Is    | N           | Încarcă foto            | Raportează eroare |
| 370 | Dubăsari 47°16′40″N 29°07′25″E / 47.27777778°N 29.12361111°E                 | Hidrocentrala | 1950-1955                    | Is    | N           | galerie \| Încarcă foto | Raportează eroare |
| 371 | Dubăsari 47°16′18″N 29°09′27″E / 47.271715460887°N 29.157437025565°E         | Monument la mormântul comun al victimelor (cca 6000) Holocaustului (1941). La cimitirul evreiesc                                                    |                              | Is    | N           | galerie \| Încarcă foto | Raportează eroare |
| 372 | Dubăsari 47°16′20″N 29°09′07″E / 47.272202°N 29.15204°E                      | Memorialul gloriei militare |                              | Is    | N           | galerie \| Încarcă foto | Raportează eroare |
| 373 | Dubăsari                                                                     | Mormântul comun al ostașilor căzuți (78) în 1944 |                              | Is    | N           | Încarcă foto            | Raportează eroare |
| 375 | Cocieri                                                                      | Casa scriitorului și cineastului Vlad Ioviță |                              | Is    | N           | Încarcă foto            | Raportează eroare |
| 376 | Cocieri 47°18′26″N 29°06′36″E / 47.307174983456°N 29.109863825248°E          | Monument la mormântul comun al ostașilor căzuți (73) în 1944, victimelor fascismului din 1941 și în memoria consătenilor căzuți în 1941-1945        |                              | Is Ar | L           | galerie \| Încarcă foto | Raportează eroare |
| 377 | Coicova 47°24′28″N 29°14′24″E / 47.40774115°N 29.239944269444°E              | Monument în memoria a 104 consăteni căzuți în 1941-1945                                                                                             | 1974                         | Is    | L           | Încarcă foto            | Raportează eroare |
| 378 | Coicova 47°24′16″N 29°14′50″E / 47.404509°N 29.247299°E                      | Monument la mormântul comun al ostașilor căzuți în 1944                                                                                             |                              | Is    | L           | Încarcă foto            | Raportează eroare |
| 380 | Comisarovca Nouă 47°20′23″N 29°21′17″E / 47.339703863528°N 29.354848330687°E | Monument la mormântul comun al ostașilor căzuți (130) în 1944                                                                                       |                              | Is    | L           | Încarcă foto            | Raportează eroare |
| 381 | Comisarovca Nouă                                                             | Mormântul ostașului căzut în 1941 |                              | Is    | L           | Încarcă foto            | Raportează eroare |
| 385 | Coșnița 47°08′57″N 29°08′05″E / 47.149263600991°N 29.134645921547°E          | Biserica „Sf. Dumitru” | sec. XIX                     | At    | N           | galerie \| Încarcă foto | Raportează eroare |
| 386 | Coșnița 47°08′47″N 29°08′03″E / 47.146353897026°N 29.134192440178°E          | Memorialul gloriei militare la mormântul comun al ostașilor căzuți (601) în 1944                                                                    |                              | Is    | L           | Încarcă foto            | Raportează eroare |
| 387 | Coșnița 47°12′08″N 29°11′27″E / 47.202236453275°N 29.190930078073°E          | Monument militar „Movila gloriei” și mormântul comun al ostașilor căzuți (5) în 1944                                                                |                              | Is    | L           | galerie \| Încarcă foto | Raportează eroare |
| 388 | Coșnița                                                                      | Mormântul ostașului căzut în 1941 |                              | Is    | L           | Încarcă foto            | Raportează eroare |
| 391 | Crasnîi Vinogradari                                                          | Monument la mormântul comun al ostașilor căzuți (16) în 1944                                                                                        |                              | Is    | L           | Încarcă foto            | Raportează eroare |
| 392 | Doibani I                                                                    | Monument în memoria consătenilor căzuți (124) în 1941-1945                                                                                          |                              | Is    | L           | Încarcă foto            | Raportează eroare |
| 393 | Doibani I                                                                    | Monument comun al ostașilor căzuți (176) în 1944 |                              | Is    | L           | Încarcă foto            | Raportează eroare |
| 394 | Doibani I                                                                    | Monument comun (16) al victimelor fascismului |                              | Is    | L           | Încarcă foto            | Raportează eroare |
| 396 | Doibani II                                                                   | Monument la mormântul comun al ostașilor căzuți (684) în 1944 și în memoria consătenilor căzuți (168) în 1941-1945                                  |                              | Is    | L           | Încarcă foto            | Raportează eroare |
| 398 | Doroțcaia 47°10′23″N 29°12′03″E / 47.173135305777°N 29.20090379998°E         | Memorialul militar la mormântul comun al ostașilor căzuți (655) în 1944 și în memoria consătenilor căzuți (186) în 1941-1945                        |                              | Is    | L           | Încarcă foto            | Raportează eroare |
| 400 | Dubău 47°25′50″N 29°16′33″E / 47.430651333005°N 29.275931349185°E            | Biserica „Nașterea Maicii Domnului” cu clopotnița                                                                                                   | înc. sec. XIX                | At    | N           | Încarcă foto            | Raportează eroare |
| 401 | Dubău 47°25′27″N 29°17′01″E / 47.42428474454°N 29.283632430746°E             | Monument la mormântul comun al ostașilor căzuți (12) și în memoria consătenilor căzuți în 1941-1945                                                 |                              | Is    | L           | Încarcă foto            | Raportează eroare |
| 406 | Goian 47°22′29″N 29°09′39″E / 47.374682886695°N 29.160736100961°E            | Monument în memoria consătenilor căzuți (109) în 1941-1945                                                                                          | 1979                         | Is    | L           | galerie \| Încarcă foto | Raportează eroare |
| 407 | Goian                                                                        | Monument la mormântul comun al ostașilor căzuți (6) în 1944. La cimitir                                                                             |                              | Is    | L           | Încarcă foto            | Raportează eroare |
| 414 | Harmațca                                                                     | Monument la mormântul comun al ostașilor căzuți (11) în 1944 și în memoria a 53 victime ale fascismului și a consătenilor căzuți (151) în 1941-1945 | 1983                         | Is    | L           | Încarcă foto            | Raportează eroare |
| 420 | Holercani 47°19′14″N 29°04′32″E / 47.320648657976°N 29.075490818448°E        | Biserica „Sf. Nicolae” | 1895                         | At    | N           | Încarcă foto            | Raportează eroare |
| 421 | Holercani 47°18′48″N 29°04′20″E / 47.313226263687°N 29.072198082207°E        | Monument la mormântul comun al ostașilor căzuți (93) în 1944                                                                                        | 1953                         | Is    | L           | Încarcă foto            | Raportează eroare |
| 425 | Lunga 47°15′03″N 29°09′50″E / 47.250794102492°N 29.163780092571°E            | Monument la mormântul comun al ostașilor căzuți (157) în 1944 și în memoria consătenilor căzuți în 1941-1945                                        |                              | Is Ar | L           | galerie \| Încarcă foto | Raportează eroare |
| 430 | Mărcăuți 47°21′16″N 29°03′32″E / 47.354535157304°N 29.058824299047°E         | Biserica „Sf. Arhanghel Mihail” | 1816                         | At    | N           | Încarcă foto            | Raportează eroare |
| 431 | Mărcăuți 47°21′38″N 29°03′40″E / 47.360460226283°N 29.061061984316°E         | Monument în memoria consătenilor căzuți (42) în 1941-1945                                                                                           |                              | Is    | L           | Încarcă foto            | Raportează eroare |
| 432 | Mărcăuți                                                                     | Monument la mormântul ostașilor necunoscuți căzuți în 1944. La cimitir                                                                              |                              | Is    | L           | Încarcă foto            | Raportează eroare |
| 435 | Molovata 47°21′23″N 29°06′26″E / 47.356336991634°N 29.107215825446°E         | Biserica „Nașterea Maicii Domnului” | 1912                         | At    | N           | galerie \| Încarcă foto | Raportează eroare |
| 436 | Molovata 47°21′24″N 29°06′24″E / 47.356734404706°N 29.106659955367°E         | Monument în memoria consătenilor căzuți (111) în 1941-1945. La cimitir                                                                              | 1992                         | Is    | L           | Încarcă foto            | Raportează eroare |
| 438 | Molovata Nouă                                                                | Mormântul comun al ostașilor căzuți (12) în 1944 |                              | Is    | L           | Încarcă foto            | Raportează eroare |
| 439 | Oxentea 47°23′11″N 29°06′41″E / 47.386464617119°N 29.11128321017°E           | Biserica „Sfântul Ierarh Nicolae” cu monumentele funerare                                                                                           | 1890 ‒ biserica, sec. XIX-XX | At    | N           | galerie \| Încarcă foto | Raportează eroare |
| 441 | Oxentea                                                                      | Monument la mormântul comun al ostașilor căzuți în 1944 și consătenilor căzuți în 1941-1945                                                         |                              | Is    | L           | galerie \| Încarcă foto | Raportează eroare |
| 444 | Pîrîta                                                                       | Monument la mormântul comun al ostașilor căzuți în 1941-1945                                                                                        |                              | Is    | L           | Încarcă foto            | Raportează eroare |
| 447 | Pohrebea 47°11′11″N 29°10′12″E / 47.186444747825°N 29.169964833383°E         | Monument la mormântul ostașilor căzuți (81) în 1944. La cimitir                                                                                     |                              | Is    | L           | galerie \| Încarcă foto | Raportează eroare |
| 449 | Țîbuleuca                                                                    | Monument la mormântul ostașilor căzuți (193) în 1944                                                                                                |                              | Is    | L           | Încarcă foto            | Raportează eroare |
| 450 | Țîbuleuca                                                                    | Monument la mormântul comun al ostașilor căzuți în 1944 și în memoria consătenilor căzuți în 1941-1945                                              |                              | Is    | L           | Încarcă foto            | Raportează eroare |
| 460 | Ustia                                                                        | Biserica „Sf. Gheorghe” | 1862                         | At    | N           | Încarcă foto            | Raportează eroare |
| 461 | Ustia 47°15′22″N 29°07′53″E / 47.256031882182°N 29.131525585104°E            | Monument la mormântul comun al ostașilor căzuți în 1944 și în memoria consătenilor căzuți în 1941-1945                                              |                              | Is    | L           | galerie \| Încarcă foto | Raportează eroare |